# César de Missy
César de Missy (1703-1775) est un théologien, aumônier de George III, spécialiste du Nouveau Testament et bibliophile.

## Biographie
D'une famille huguenote originaire de Marennes et La Rochelle, César de Missy est le fils de Charles de Missy, natif de Marennes réfugié à Berlin où il établit une maison de commerce, et de Suzanne Godeffroy (de) (belle-sœur de Charles Ancillon).
Après avoir suivi ses études au Collège français de Berlin puis à l'Université brandebourgeoise de Francfort, il est ministre de la chapelle française de la Savoie à Londres. Il réunit une riche collection de livres et passa sa vie à recueillir des manuscrits pour la nouvelle édition du Nouveau Testament, rapportant quelques-uns du Mont Athos (par exemple, British Library, MS Add. 4949 la British Library, MS Add. 4949).
À sa collection appartenaient les manuscrits du Nouveau Testament 560, 561, ℓ 162, ℓ 239, ℓ 240, et ℓ 241. Après la collection passa entre les mains de William Hunter, puis de celles de Matthew Baillie (1761-1823 avant de parvenir enfin, en 1807, à l'Université de Glasgow.

## Œuvres
- Les Larmes Du Refuge: Ou Sermon Sur Le Pseaume CXXXVII, ouvrage publié à Londres en 1735.
- Paraboles ou fables et autres petites narrations d'un citoyen de la République chrétienne du dix-huitième siècle, mises en vers par César de Missy, avec un appendice qui contient une édition nouvelle des deux lettres d'une dame angloise, écrites en 1749 (publiées en 1750) à l'occasion d'un passage de l'Esprit des loix, et deux morceaux... publiés ci devant par la même dame, comme convenables au sujet de ses lettres... Seconde édition, d'après un exemplaire où l'auteur avait fait un grand nombre de corrections... (1770)